# كوستا حكيم
كوستا حكيم (مواليد 17 أبريل 1917) هو ملاكم مصري، مثّل بلاده في الألعاب الأولمبية الصيفية 1936.

## روابط خارجية
كوستا حكيم على موقع أوليمبيديا (الإنجليزية)